# Cash-Burn-Rate
Die Cash-Burn-Rate (deutsch etwa: Geldverbrennungsrate, kurz CBR) bezeichnet
1. die Geschwindigkeit, mit der die finanziellen Mittel aufgebraucht werden oder
2. den Zeitraum, in dem die liquiden Mittel eines Unternehmens vollständig aufgebraucht werden.

Ziel der CBR ist es Hinweise auf den Zeitpunkt zu liefern, an dem damit zu rechnen ist, dass das Unternehmen seinen Zahlungsverpflichtungen nicht mehr nachkommen kann. Eine hohe CBR ist so zu interpretieren, dass dieser Zeitpunkt in fernerer Zukunft liegt als bei einer niedrigen CBR. Damit ist die Bedeutung gegensätzlich zu dem intuitiven Verständnis des Begriffs 'Rate'.

## Bedeutung und Verwendung
Die Cash-Burn-Rate ist insbesondere bei Firmenneugründungen/Start-ups von Belang.
In der Anfangsphase des Unternehmens verringern sich dabei durch hohe Fixkostenanteile, denen nur geringe Umsätze gegenüberstehen, die finanziellen Ressourcen des Unternehmens.
Eine hohe Cash-Burn-Rate (im Sinne eines Zeitraums) galt als Indikator für eine stabile Unternehmenssituation bei solider Unternehmensfinanzierung und war daher vor allem in der Zeit der Dotcom-Blase von Bedeutung, als in großer Zahl Unternehmensneugründungen stattfanden. Allerdings wurde sie häufig, in Ermangelung der in der Gründungsphase nicht vorhandenen üblichen Finanzkennzahlen, überinterpretiert. Statt eines gut finanzierten Unternehmens lautete die Interpretation vielfach ein gutes Unternehmen. Die Vernachlässigung „klassischer“ Unternehmenskennzahlen (im Sinne der Fundamentalanalyse) gilt als eine der Ursachen der Dotcom-Blase.

## Beispiel

### Vereinfachte Ausgangssituation
- Unternehmen mit € 1.000.000 Startkapital.
- Im ersten Jahr monatlich laufende, zahlungswirksame Kosten von € 100.000.
- monatliche Zinsgutschriften von € 1.000
- Umsätze sind erst nach frühestens einem Jahr zu erwarten.

### Berechnung
- Cash-Burn-Rate (1.) = 99.000 €/Monat (100.000 €/Monat – 1.000 €/Monat = 99.000 €/Monat)
- Cash-Burn-Rate (2.) = 10,1 Monate (1.000.000 € / 99.000 €/Monat = 10,1 Monate)

### Auswertung
- Das Unternehmen kann seinen Kapitalbedarf bis zur ersten Erzielung nennenswerter Umsätze nicht decken.
- Ohne eine erweiterte Unternehmensfinanzierung wird das Unternehmen nach 10 Monaten Insolvenz anmelden müssen.
- Eine verbesserte Unternehmensfinanzierung würde zu einer Erhöhung der Cash-Burn-Rate (2.) führen (Erhöhung auf € 2.000.000 Startkapital → Cash-Burn-Rate erhöht sich auf 20 Monate).